# Susan Flannery
Susan Flannery, född 31 juli 1939 i Jersey City i New Jersey, är en amerikansk skådespelare. Hon har medverkat i filmer som The Moneychangers, Fartdårarna och Women in white samt TV-serierna Dallas, Glamour och Våra bästa år.
Flannery spelade rollen som Stephanie Forrester i Glamour, från att serien började 1987 fram till år 2012. Rollen gav henne tre Emmy-statyetter för bästa skådespelerska. Innan Glamour spelade hon Dr. Laura Horton i såpoperan Våra bästa år i åtta år, en roll som gav henne en Emmy. Hon har också medverkat i katastroffilmen Skyskrapan brinner! från 1974, där gjorde hon långfilmsdebut och vann Golden Globe Award for New Star of the Year.
Susan Flannery bor i Santa Barbara med sina labradorer. Hon har en dotter, Blaise.

## Filmografi
- Guns of Diablo (1965)
- Våra bästa år (1966) – Laura Spencer Horton (1966-1975)
- The Gnome-Mobile (1967)
- Skyskrapan brinner! (1974)
- The Moneychangers (1976) (Miniserie)
- The Gumball Rally (1976)
- Anatomy of a Seduction (1978) (TV)
- Women in White (1979) (Miniserie)
- Dallas (1981)
- Money on the Side (1982) (TV)
- Shaft of Love (1983) (TV)
- Glamour (1987) – Stephanie Forrester (1987-2012)
- The Young and the Restless (1993)
- Hope & Faith (2004)